# Anita Sleeman
Anita Sleeman (geboren: Andrés) (San Jose, 12 december 1930 – North Vancouver, 18 oktober 2011) was een Canadees componiste, muziekpedagoge, dirigent, pianiste, trompettiste, hoorniste en arrangeur. Zij was een dochter van het echtpaar Alejandro Andrés, oorspronkelijk afkomstig vanuit Salamanca, en Anita Dolgoff, oorspronkelijk afkomstig vanuit Stavropol.

## Levensloop
Sleeman begon al op driejarige leeftijd met pianoles en leerde later zowel de trompet als het hoorn te bespelen. Gedurende haar High School-tijd begon zij te componeren en haar eerst werk ging tijdens het schoolfeest in première. Zij studeerde aan het Placer College, nu: Sierra College, in Rocklin en behaalde in 1952 het diploma. Aldaar raakte zij in 1948 bevriend met haar later echtgenoot Evan Sleeman. In 1951 huwden zij en verhuisden naar Nevada, waar haar schoonouders een boerderij hadden. Aldaar woonde het hele gezin samen en het jonge echtpaar kreeg samen zes kinderen. In 1963 emigreerde het gezin naar Bella Coola, een soort tuindorp in de Canadese provincie Brits-Columbia, op een boerderij. Aldaar werkte zij als muzieklerares tot 1967, toen zij met haar gezin naar Vancouver verhuisde. Zij begon daar opnieuw te studeren aan de University of British Columbia in Vancouver bij Cortland Hultberg compositie en behaalde haar Bachelor of Music in 1971. In hetzelfde jaar richtte zij het Delta Youth Orchestra in Vancouver op. Maar zij studeerde verder bij Jean Coulthard en behaalde haar Master of Music in 1974 wederom aan de University of British Columbia met verschillende composities. 
Van 1974 tot 1979 was zij docente voor muziektheorie en muziekgeschiedenis aan het Capilano College, nu Capilano Universiteit, in North Vancouver en schreef ook het curriculum. 
Vanaf 1979 voltooide zij haar studies aan de University of Southern California in Los Angeles bij James Hopkins, Frederick Lesemann en Earle Brown. Verder studeerde zij in masterclasses bij Luciano Berio, Luigi Nono en Charles Wuorinen. Gedurende haar studies aan de University of Southern California in Los Angeles studeerde zij tegelijkertijd aan de Dick Grove School of Jazz. In 1982 promoveerde zij tot Doctor of Musical Arts met de proefschrift Sinfonia een koraalsymfonie voor gemengd koor, gebaseerd op "El angel desegañado" van Rafael Alberti. 
Weer terug in Vancouver werkte zij als componiste en was van 1992 tot 2010 dirigent van het Ambleside Orchestra. Verder werkte zij als componiste en docente voor het Ernest Bloch Festival in Newport. In 1992 was zij Canadese vertegenwoordiger tijdens het Donne in Musica Festival in Fiuggi. Als componist veroverde zij verschillende prijzen, zoals de door de International Alliance for Women in Music in 1999 gesteunde compositiewedstrijd. Zij was bestuurslid van Vancouver Pro Musica en lid van de "Canadian League of Composers/Ligue canadienne des compositeurs". Sleeman was erelid van de Association of Canadian Women Composers. 

## Composities

### Werken voor orkest
- 1974 Suite, voor orkest en bandrecorder
- 1975 Capriccio, voor trombone, viool en orkest, op. 20
- 1980 Concerto for twelve players, voor kamerorkest
- 1990 Passacaglia concertante, voor kamerorkest, op. 36

### Werken voor harmonieorkest
- 1972 Bourrée Variations on "Au Bois de ma Tante"
- 1973 Quetzalcoatl, voor harmonieorkest en bandrecorder
- 1977 Concertino, voor trombone en harmonieorkest
- 1981 Cantus
- 1989 Carol of Bells - A fantasy on the Christmas carol
- 1994 Celebration Overture
- 2000 Cryptic Variations
- 2010 Kaleidoscope, voor gecombineerd orkest en harmonieorkest

### Muziektheater

#### Toneelmuziek
- 1992 The legend of the lions, voor dwarsfluit, klarinet, fagot en danser met vertelling door de acteurs/uitvoerenden, op. 40 - tekst: Pauline Johnson

### Vocale muziek

#### Werken voor koor
- 1982 Sinfonia, koraalsymfonie voor gemengd koor - tekst: gebaseerd op "El angel desegañado" van Rafael Alberti
- Distances, voor gemengd koor
- The Bells, voor gemengd koor, piano en slagwerk - tekst: Edgar Allan Poe

#### Liederen
- 1987 Rose Adagio, voor mezzosopraan en piano - tekst: Norman Frizzle

### Kamermuziek
- 1947 Antiphon, voor trompet en orgel
- 1971 Koperkwintet, voor twee trompetten, twee hoorns en trombone
- 1974 Cantilena and dance, voor sopraansaxofoon en piano
- 1974 Five miniatures, voor drie dwarsfluiten en gitaar
- 1979 Duo, voor dwarsfluit en piano
- 1979 Fanfares canons and fuges, voor twee trompetten, hoorn en trombone
- 1985 Recollections, voor dwarsfluit en strijkkwartet, op. 32
- 1986 Variations, voor dwarsfluit (ook: picollo), hobo (ook althobo), klarinet (ook basklarinet), hoorn, 3 violen, 2 altviolen, 2 celli, contrabas, op.33
- 1988 Little suite, voor dwarsfluit, klarinet en fagot
- 1989 Two pieces, voor klarinet en piano
- 1990 Cambios, voor dwarsfluit, klarinet en fagot, op. 37
- 1991 Palm court music, voor altsaxofoon, viool, cello, slagwerk en piano, op. 38
- 1991 Tafelmusik, voor dwarsfluit, klarinet en fagot
- 1993 Trio, voor viool, cello en piano, op. 41
- 1994 Wind Games, voor dwarsfluit, klarinet, viool, cello, piano en slagwerk
- 1996 Picasso Gallery II, voor klarinet, viool, cello en piano
- 2001 Cantigas, voor strijkkwartet
- 2003 Strijkkwartet
- 2006 Rhapsody on Themes by Dohnányi
- Spectrum, voor piano en bandrecorder

### Werken voor piano
- 1980 Prelude, op. 26